# 사촌항 (남해군)
사촌항(沙村港)은 경상남도 남해군 남면 임포리, 사촌마을 인근에 있는 어항이다. 2002년 8월 6일 어촌정주어항으로 지정하여 관리하고 있다. 시설관리자는 남해군수이다.

## 어항 연혁
- 바닷가 마을에 넓고 질좋은 모래가 많은 바닷가 마을 이어서 옛부터 사촌(沙村) 이라 유래되었다.

## 어항 시설
- 선착장 L=86m, B=6.0m, 물량장 L=119, B=10m, 호안 L=545m, B=6.0m

## 주요 어종
- 감성돔, 농어, 노래미, 도다리, 해삼 등